# Michael Moorcock
Michael John Moorcock (London, 1939. december 18. –) angol író, aki leginkább sci-fi és fantasy könyveiről ismert. Emellett sikeres zenész is. Leghíresebb karaktere Elric of Melniboné, aki nagy hatással volt a fantasy műfajára.
Moorcock a New Worlds nevű sci-fi magazin szerkesztője volt 1964 májusától 1971 márciusáig, majd 1976-tól 1996-ig. Jelentősen hozzájárult a sci-fi új hullámának kialakulásához az Egyesült Királyságban és az Egyesült Államokban is. Zenészként is tevékenykedik, együtt dolgozott a Hawkwinddel, a Blue Öyster Culttal, Robert Calvert-tel és a Spirits Burninggel, valamint saját zenekara is van, Michael Moorcock & the Deep Fix néven.
A The Times 2008-ban beválogatta őt az "50 legjobb brit író" listájára.

## Élete
1939. december 18.-án született Londonban.
Notting Hill Gate és Ladbroke Grove nagy hatással voltak regényeire.
Elmondása szerint Edgar Rice Burroughs The Mastermind of Mars, George Bernard Shaw The Apple Cart és Edwin Lester Arnold The Constable of St. Nicholas című regényei voltak az elsők, amelyet még iskolás kora előtt olvasott. Az első könyv, amit megvásárolt, A zarándok útja volt, amelyet használtam vásárolt meg. Korábbi felesége Hilary Bailey írónő volt, akitől három gyereke született: Sophie, Katherine és Max. Jill Riches korábbi férje is volt. Riches később Robert Calvert felesége lett. Jill Riches Moorcock egyes könyveinek borítóit is tervezte. 1983-ban Linda Steele lett a harmadik felesége.
A Swordsmen and Sorcerers' Guild of America (SAGA) nevű csoport tagja volt. Ez a csoport nyolc fantasy íróból állt, és Lin Carter alapította.
Az 1990-es években Texasba költözött. Felesége, Linda amerikai. Az év egyik felét Texasban tölti, a másikat Párizsban.
Iskolás korában kezdett írni, illetve közreműködött az Outlaw's Own című magazinhoz.
1957-ben, amikor 17 éves volt, a Tarzan Adventures magazin szerkesztője lett, ahol publikálta a "Sojan the Swordsman" című történeteit. Egy évvel később írta meg első regényét, The Golden Barge címmel. Ez azonban 1980-ig kiadatlan maradt.
Legismertebb történetei az "Elric of Melniboné" sorozat, amelyben Elric a J. R. R. Tolkien által lefektetett közhelyek szöges ellentéte.

## Magyarul megjelent művei
- A fekete folyosó. Tudományos fantasztikus regény; ford. Bart István; életrajz Kuczka Péter, lexikoncikk Buda Béla; Kozmosz Könyvek, Budapest, 1976 (Kozmosz fantasztikus könyvek)
- Harcikutya; ford. Németh Attila; Móra, Budapest, 1991 (Galaktika fantasztikus könyvek)
- Királyok sötétben. Egy Elric-sztori; ford. Nemes István; Cherubion, Debrecen, 1993 (Osiris füzetek)
- Melibonéi Elric; ford. Hoppán Eszter; Valhalla Páholy, Budapest, 1993
- Corum krónikái. 1. A bika és a dárda; ford. Atrakán András; Amon, Budapest, 1995
- Melnibonéi Elric és az Igazgyöngy Erődje. Az Elric Saga második kötete; ford. Máyer Júlia; Valhalla Páholy, Budapest, 1996

### Moorcock-sorozat
- Gloriána, avagy A kielégítetlen királynő. Regényes történet Michael Moorcock tollából; ford. Héjj Katalin, Járdán Csaba, versford. Kleinheincz Csilla; Delta Vision, Budapest, 2006 (Moorcock-sorozat)
- Az Örökkévaló Bajnok; ford. Héjj Katalin; Delta Vision, Budapest, 2006 (Moorcock-sorozat)
- Harcikutya; ford. Németh Attila; Delta Vision, Budapest, 2007
- Sárkány a kardban; ford. Héjj Katalin; Delta Vision, Budapest, 2007
- Obszidián főnix; ford. Héjj Katalin; Delta Vision, Budapest, 2007 (Moorcock-sorozat)
- Város az őszi csillagok alatt. A második von Bek történet / Felipe Sagittarius és a gyönyörök kertje. A harmadik von Bek történet; ford. Matolcsy Kálmán; Delta Vision, Budapest, 2008